# Сосурім
Сосурім (кор. 소수림, 小獸林, Sosurim, Sosurim; пом. 384) — корейський ван, сімнадцятий правитель держави Когурьо періоду Трьох держав.

## Біографія
Був сином і спадкоємцем (від 355 року) вана Когугвона. За життя батька допомагав йому в управлінні країною та зміцненні центральної влади.
Зійшов на трон 371 року після вбивства його батька під час штурму Пхеньянського замку правителем Пекче, ваном Кинчхого.
Сосурім зміцнив центральну владу, створив державні релігійні структури для подолання суперечок між кланами. Посилення централізації влади відбувалось на тлі примирення з Пекче. 372 року до Когурьо прибули буддійські ченці з Ранньої Цінь, для яких ван збудував храми. За цілковитої підтримки королівської родини в столиці було збудовано перший в корейських державах буддійський монастир Хонґук.
372 рік став ключовим не лише для буддизму в Кореї, але й для конфуціанства й даосизму. Зокрема Сосурім створив конфуціанські школи для навчання дітей дворян. 373 року ван видав кодекс законів, що стимулювало розвиток кодифікації кримінального та звичаєвого права.
374, 375 та 376 року Сосурім вдавався до атак на Пекче, а 378 року Когурьо зазнало нападу з боку киданів. Помер Сосурім 384 року, після чого престол зайняв його молодший брат Когугян.